# استان لرابا
استان لرابا (به لاتین: Léraba Province )  یک استان در بورکینافاسو است که در Cascades Region واقع شده‌است.

## خصوصیات
استان لرابا ۳٬۱۲۹ کیلومترمربع مساحت و ۱۲۴٬۴۲۲ نفر جمعیت دارد.